# Gottlob (Romania)
Gottlob (in ungherese Kisösz, in tedesco Gottlob) è un comune della Romania di 2262 abitanti, ubicato nel distretto di Timiș, nella regione storica del Banato. 
Il comune è formato dall'unione di 2 villaggi: Gottlob e Vizejdia.
Gottlob è divenuto comune autonomo nel 2004, staccandosi dal comune di Lovrin.
Gottlob venne fondato tra il 1770 e il 1773 da un gruppo di coloni tedeschi; la colonia tedesca ha rappresentato per molto tempo la maggioranza della popolazione, ma la gran parte di essa ha fatto rientro in Germania, come quasi tutta la colonia tedesca del Banato e della Transilvania, dopo la Seconda guerra mondiale e l'avvento in Romania del regime comunista.